# Let's go eat the factory
Let's Go Eat the Factory is het 17e studioalbum van de Amerikaanse indierockband Guided by Voices. Het album verscheen op 20 december 2011. Het was het eerste album sinds de heroprichting van de band in 2010 en het eerste dat werd opgenomen door de zogenaamde classic lineup sinds Under the Bushes Under the Stars (1996).

## Tracklist
Alle muziek en teksten zijn geschreven door Robert Pollard, tenzij anders aangegeven. 
| Nr. | Titel                                                             | Duur |
| --- | ----------------------------------------------------------------- | ---- |
| 1.  | Laundry & Lasers                                                  | 2:38 |
| 2.  | The Head (R. Pollard, Jim Pollard, Mitch Mitchell)                | 1:10 |
| 3.  | Doughnut for a Snowman                                            | 1:44 |
| 4.  | Spiderfighter (Tobin Sprout)                                      | 3:35 |
| 5.  | Hang Mr. Kite                                                     | 1:40 |
| 6.  | God Loves Us (R. Pollard, J. Pollard, Mitchell, Sprout)           | 1:28 |
| 7.  | The Unsinkable Fats Domino                                        | 1:53 |
| 8.  | Who Invented the Sun (Sprout)                                     | 1:21 |
| 9.  | The Big Hat and Toy Show (R. Pollard, J. Pollard, Greg Demos)     | 2:12 |
| 10. | Imperial Racehorsing                                              | 2:54 |
| 11. | How I Met My Mother                                               | 1:02 |
| 12. | Waves (Sprout)                                                    | 3:22 |
| 13. | My Europa                                                         | 1:48 |
| 14. | Chocolate Boy                                                     | 1:31 |
| 15. | The Things That Never Need (Sprout)                               | 1:11 |
| 16. | Either Nelson                                                     | 2:04 |
| 17. | Cyclone Utilities (remember your birthday) (R. Pollard, Mitchell) | 2:50 |
| 18. | Old Bones (Sprout)                                                | 2:03 |
| 19. | Go Rolling Home (R. Pollard, Demos)                               | 0:34 |
| 20. | The Room Taking Shape (R. Pollard, Demos)                         | 0:43 |
| 21. | We Won't Apologize for the Human Race                             | 4:01 |

## Personeel

### Bezetting
- Robert Pollard, zang
- Mitch Mitchell, gitaar
- Tobin Sprout, gitaar
- Greg Demos, bas
- Kevin Fennell, drums